# Iris Bohnet
Iris Bohnet (* 1966 in Luzern) ist eine Schweizer Verhaltensökonomin und Professorin für Public Policy an der Harvard Kennedy School in Cambridge, Massachusetts.

## Akademische Karriere und Forschung
Iris Bohnet schloss ihr Ökonomiestudium an der Universität Zürich 1997 ab. Nach dem Doktorat bei Bruno S. Frey verbrachte sie ein Jahr als Research Fellow an der Haas School of Business der Universität Berkeley in Kalifornien. Anschliessend wurde sie 1998 Assistenzprofessorin an der Harvard-Universität, seit 2006 ist sie Professorin sowie seit 2011 akademische Dekanin der Harvard Kennedy School. Bohnet ist die erste ordentliche Schweizer Professorin an der Harvard-Universität. Bohnet ist Co-Direktorin des «Women and Public Policy Program» an der Harvard Kennedy School.
Ein Schwerpunkt ihrer Arbeit ist Gleichstellung und der Gender Bias, unbewusste Vorurteile gegenüber Geschlechtern. Bohnet kombiniert Ökonomie und Psychologie, um Entscheidungen in Organisationen und der Gesellschaft zu verbessern. In ihrer Forschung und ihren Büchern zum Gender Bias zeigt sie Wege auf, ohne Bias zu leben, zu lernen und zu arbeiten.
Bohnet ist Autorin des Buches What Works: Gender Equality by Design. Das Buch, das von renommierten Medien wie Forbes, Financial Times und Washington Post ausgezeichnet wurde, zeigt Wege auf, wie der Gender Bias in Klassenzimmern und Geschäftsleitungen, bei Rekrutierungen und Beförderungen überwunden werden kann – zum Nutzen von Unternehmen, Regierungen und der Gesellschaft.

## Mandate
Iris Bohnet kam 2012 in den Verwaltungsrat der Schweizer Grossbank Credit Suisse, weil der 2011 eingesetzte, mit ihr persönlich bekannte Verwaltungsratspräsident Urs Rohner das Aufsichtsorgan neu ausrichten wollte. Sie sorgte in der Grossbank, von ihrer eigenen Forschung geleitet, für mehr Diversität, Gendergerechtigkeit und Nachhaltigkeit. Sie trug aber auch, als am längsten amtierende Verwaltungsrätin, massgeblich Mitverantwortung für die Fehlentwicklungen, die 2023 zum Untergang der Credit Suisse führten. Im Vergütungsausschuss liess sie als Expertin für Anreizstrukturen zu, dass die Grossbank ab 2013 Vergütungen ausrichtete, über die der vierköpfige Ausschuss nicht aufgrund von objektiven Kriterien, sondern allein nach seinem Ermessen entschied. Dies führte dazu, dass neben den Führungspersonen einige hundert «Material Risk Takers and Controllers» vorwiegend im US-Investmentbanking ihre Boni stark steigern konnten, selbst in Jahren, in denen die Bank Milliardenverluste schrieb. Und im Nachhaltigkeitsausschuss trieb sie ab 2020 den Bereich für Sustainability, Research & Investment Solutions (SRI) voran, der innert zehn Jahren mindestens 300 Milliarden Franken an nachhaltiger Finanzierung bereitstellen und die Bank zum Ausstieg aus Öl- und Gas-Projekten bewegen sollte. Das zuständige Mitglied der Konzernleitung, die vormalige Compliance-Chefin Lydie Hudson, musste aber schon Ende 2021 die Bank verlassen, der Bereich wurde aufgelöst. Ausserdem förderte Bohnet die Investmentbankerin Lara J. Warner: Die Harvard-Absolventin, die im «Women and Public Policy Program» der Harvard Kennedy School mitmacht, stieg 2019 zur Chief Risk Officer der Credit Suisse auf, trug also die operative Verantwortung für alle Skandale der letzten Jahre. Aufgrund der Übernahme der Credit Suisse durch die UBS per 12. Juni 2023 schied Bohnet aus dem Verwaltungsrat aus.
Zudem gehört Bohnet zum Beirat von EDGE (Equity, Diversity, and Gender Equality). 2021 ernannte die damalige britische Frauenministerin Liz Truss sie als Mitglied im neu formierten Gender Equality Advisory Council (GEAC) der G7.

## Publikationen
Iris Bohnet hat allem voran in den Bereichen Entscheidungs- und Verhandlungstheorie, aber auch zur Geschlechtergleichstellung publiziert.
Hier folgt eine nicht-abschliessende Auflistung von Werken:
- Bohnet, 2016. What Works: Gender Equality by Design. Belknap Press of Harvard University. Press. ISBN 978-0-674-08903-7.
  - deutsch von Ursel Schäfer: What works. Wie Verhaltensdesign die Gleichstellung revolutionieren kann. Beck, München 2017, ISBN 978-3-406-71228-9.
- Bohnet, van Geen & Bazerman, 2016. When Performance Trumps Gender Bias, Joint Versus Separate Evaluation. Management Science 62 (5), 1225–1234.
- Bohnet, 2016. Mit Big Data zum perfekten Team. WirtschaftsWoche, 22. März 2016.
- Bohnet, 2016. Equality Takes Work. The Atlantic, April 12.
- Bohnet, 2016. How to Take the Bias Out of Job Interviews. Harvard Business Review. April 18.
- Bohnet, 2016. Interviewing Job Candidates? Try Doing It Blindly. WIRED UK, May 20.

## Persönliches
Iris Bohnet wuchs in Emmen im Kanton Luzern auf. Im Alter von 15 Jahren war sie Vize-Schweizermeisterin im Synchronschwimmen. Sie ist verheiratet mit dem Anwalt Michael Zürcher und hat zwei Kinder.

## Video & Audio Beiträge
- Iris Bohnet: Gleichstellung leicht gemacht. In: Schweizerisches Radio und Fernsehen SRF (Hrsg.): Sternstunde Philosophie. 8. Mai 2016 (srf.ch).
- Iris Bohnet: What Works: Gender Equality by Design, SXSW Interactive 2016, 23. März 2016
- Iris Bohnet: What Works: Gender Equality by Design, Talks at Google, 28. April 2016
- Iris Bohnet, Harvard professor and leading authority on gender equality in the workplace, Financial Times Podcast, 15. April 2016
- Iris Bohnet on Discrimination and Design, Social Science Bites, 10. Mai 2016
- Woman's Hour, BBC Radio 4